# Akasaki Isamu

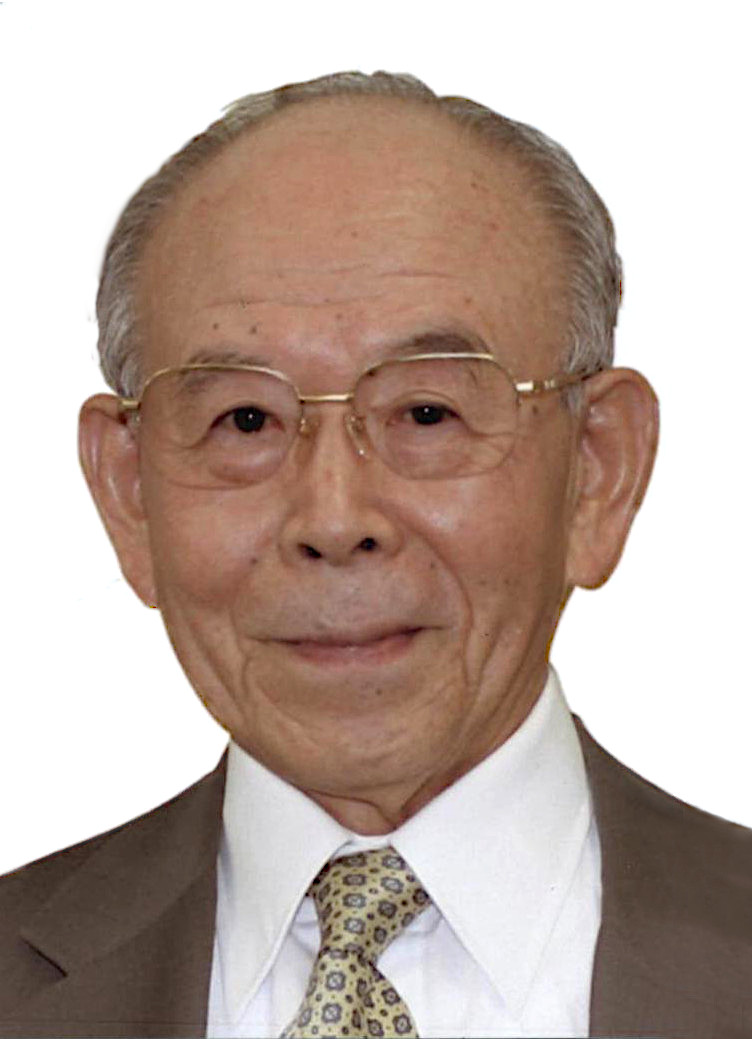
Akasaki Isamu

Akasaki Isamu là một nhà khoa học Nhật Bản. Năm 2014, Giải Nobel Vật lý được trao cho ông và Hiroshi Amano và Shuji Nakamura do họ đã “phát minh ra các diode phát ánh sáng (LED) màu xanh hiệu cho phép tạo ra các nguồn sáng trắng sáng hơn và tiết kiệm năng lượng". Ngoài việc cung cấp mảnh ghép còn thiếu cho đèn LED màu trắng, phát minh của 3 ông cũng đã giúp phát triển các màn hình LED nhiều màu sử dụng trên điện thoại thông minh và rất nhiều công nghệ hiện đại khác.
Sinh ra ở tỉnh Kagoshima, Akasaki tốt nghiệp Đại học Kyoto vào năm 1952, và có bằng tiến sĩ ngành điện tử của trường Đại học Nagoya năm 1964, Ông bắt đầu nghiên cứu về đèn LED xanh da trời dựa trên GaN vào cuối thập niên 1960. Từng bước, ông cải thiện chất lượng tinh thể GaN và cấu trúc thiết bị tại Viện Nghiên cứu Matsushita Tokyo, Inc. (MRIT), nơi ông quyết định áp dụng pha hơi Metalorganic.
Ngày 01 tháng 4 năm 2021, ông qua đời vì viêm phổi tại thành phố Nagoya, Nhật Bản.